# Dyspergatory
Dyspergatory (łac. dispero, czyli „rozrzucam”) – substancje zwiększające łatwość rozdrabniania większych cząstek (na przykład mydeł wapniowych, pigmentów), zwykle w ośrodku ciekłym, w celu uzyskania układów dyspersyjnych (głównie koloidalnych), a także uniemożliwiające agregację cząstek. Dyspergatorami najczęściej są substancje powierzchniowo czynne.

## Zastosowanie
Dyspergatory stosuje się między innymi w przemyśle papierniczym, włókienniczym, środków piorących oraz przy produkcji farb i lakierów.